# Ở giữa Tự Do
Among the Free là tác phẩm văn học tiểu thuyết năm 1998 cho thanh thiếu niên bởi Margaret Peterson Haddix về vấn đề được quan tâm được tưởng tượng về tương lai về sự chống đối đàn áp nạn vượt dân số. Đây là cuốn ba trong bảy cuốn truyện trong bộ truyện Shadow Children.

## giới thiệu khái quát
nói chung câu chuyện nói về những đứa trẻ thứ ba không được chính phủ chấp nhận và chính phủ và sẽ bắt giam hoặc giết những gia đình có dấu hiệu có ba đứa con trở lên, và sự khan hiếm đồ ăn, tài nguyên tự nhiên. Hình thành sự nổi loạn, chính phủ dân chủ đã bị đánh bại bởi một chích phủ mới. Luật mới bắt đầu được áp dụng một gia đình chỉ được có hai người con(đứa con thứ ba nếu phát hiện sẽ bị giết). Tác giả của bộ truyện không muốn điều này xảy ra.

## Cốt truyện
Luke Garner, là đứa trẻ thứ ba cùng vớiTrey, Nina, Matthias, Percy, và Alia. Luke Garner đã đột nhập làm việc nội gián từ bên trong cảnh sát dân số với hy vọng mạnh mẽ sẽ từ từ đánh bại họ và đem tự do lại cho những đứa trẻ thứ ba. Khi Luke chọn đi cùng với một Trung sĩ(là chú Talbot) quan cùng làm một nhiệm vụ là phân phát cho công dân những cái thẻ ID mới, Luke không ngờ rằng nó đã dẫn tới sự việc Luke từ chối bắn một người đàn bà với vẻ thách thức và chạy đi, bỏ lại chú Talbot một mình trong tay một số người trong làng là những người rất khinh ghét cảnh sát dân số và họ không biết rằng chú Talbot là người tốt.
Sau nhiều ngày sống ẩn dật một mình bị ám ảnh bởi ký ức về chú Jen Talbot haunted by the memory of his friend Jen Talbot, chạy trốn trong sự ích kỉ của một thằng con trái bướng bỉnh bỏ lại Trung sĩ quan và cũng là chú Talbot trong khi họ đang có phân phát thẻ ID mới, sau đó, lúc cố gắng thử tránh né cảnh sát dân số bằng mọi giá, Luke tìm được đường đến một làng khác đang bị nạn đói hoành hành. Họ cứu Luke từ tay của cảnh sát dân số khi họ vô tình gặp được Luke; một người đàn ông đặc biệt tên Eli tiết lộ người làng này không quan tâm mạng sống họ nữa và sẽ làm bất cứ điều gì để giúp những người giống Luke. Trong quá khứ, Eli và nhiều người khác trong làng sẽ phản bội bất cứ ai nếu họ biết được gia đình đó có người con thứ ba để được thưởng món quà quý giá là đồ ăn cho gia đình họ. Sau một thời gian người trong làng bắt đầu nhận thức thấy mình đi vào con đường tội lỗi và quá sai lầm khi họ phát hiện phần thưởng của cảnh sát dân số nói về sẽ chẳng bao giờ có.
Khi mọi người nghe được có người đang đi tới làng, Eli giúp đỡ Luke trốn thoát cùng với đứa con gái của tên Alileen. Sau khi trốn thoát Luke đi lang thang một làng khác và phát hiện cảnh sát dân số đã bị sụp đổ. Cùng với rất nhiều dân làng, họ đến tổng hành dinh của chích phủ la lối, biểu tình và kể câu truyện của họ trên ti vi. Vào lúc này Luke sợ hãi vì phát hiện Oscar Wydell, là cận vệ của Smits Grant, có ý định khẳng định chủ quyền của mình cùng với Aldous Krakenaur là người đứng đầu của cảnh sát dân số, và trách những đứa trẻ thứ ba để bao che cho tội ác của cảnh sát dân số.
Trong khi đài tin tức có ý muốn cho phép mọi người đóng góp ý kiến, Luke nhận thấy tên Aldous đã bắt đầu đầu tuyên truyền nhằm độc trí tuệ có hạn của nhân dân và nó không thể nào là những ý kiến nào khác ngoài những loài trách móc lên những đứa trẻ thứ ba cho tất cả những tội lỗi của họ. Với lòng mong muốn cho mọi người biết sự thật để mọi người có thể sáng mắt ra mà thấy chích phủ là những kẻ gian trá, Luke cưỡi trên một con ngựa(Jenny, Luke gọi thầm tới Jen trong tâm trí) đừng trên khán đài không có sự có mặt của các lính gác của cảnh sát dân số và Luke bất đầu cất tiếng nói tiết lộ về sự thật bảo đảm tới mọi người trên thế giới và cũng tiết lộ Luke cũng là một trong những đứa trẻ thứ ba.
Được bảo vệ bởi Philip Twinings, là người nổi tiếng về phóng sự truyền hình trước thời đại của cảnh sát dân số và có cũng là người mong muốn ý kiến của mọi người sẽ được chia sẻ, Luke nói về cuộc đời của cậu(từ lúc bắt đầu tới bây giờ) và câu chuyện của bạn Luke là Trey, Nina, và Matthias, và của Smits và làm sao Oscar là cận vệ của Smits, từ đó mọi người thật sự nhận ra chính phủ hoàn toàn không thể chối cãi thêm được nữa. Sau đó, họ phát hiện Oscar và Krakenaur đã chạy trốn trong khi Luke kể về câu chuyện của mình.
Luke nhìn thấy Nina và Trey trong đám đông và tất cả bạn của cậu từ khi ở nhà chú Hendrick. Luke nghĩ về tất cả mọi chuyện này là thứ Luke luôn luôn muốn làm, và Luke nhận ra tất cả đều có thể. Cuối cùng, tự do!Tự Do đã đến sau nhiều cuộc thử thách cho tất cả những đứa trẻ thứ ba.

## cuốn
- cuốn 1 Among the hidden
- cuốn 2 Among the Impostors
- cuốn 3 Among the Betrayed
- cuốn 4 Among the Barons
- cuốn 5 Among the Brave
- cuốn 6 Among the Enemy
- cuốn 7 Among the Free

## chú thích
1. ↑  “Among the free (Book, 2006) [WorldCat.org]”. Truy cập 27 tháng 9 năm 2015.